# ニューヨーク市地下鉄R143形電車
ニューヨーク市地下鉄R143形電車は、ニューヨーク市地下鉄で使用されている通勤形電車である。

## 概要
大型車両の走行する「Bディビジョン」用の新型車両として川崎重工業で製造された。同社が製造し、すでに運行を始めていた小型車両が走行する「Aディビジョン」向けのR142A形を基礎としつつ、「Bディビジョン」用として新たに設計。製造は初期の一部車両を日本の兵庫工場で、残りを現地法人Kawasaki Railcarがアメリカ合衆国・ネブラスカ州のリンカーンに保有する工場で受け持った。
2001年12月から試運転が開始され、翌2002年2月にL系統にて営業運転を開始した。以後、2003年3月までに4両編成53本（212両）が投入されている。

## 車両外観
ステンレス製18.5 m級の車両で、車体は片側4つの両開きドアを持つ通勤型の仕様。「グラフィティのタグ付け」（いわゆる落書き）を防ぐため、車体側面にはいっさいの飾り帯が貼られていない。前面は黒く塗ることで運転席の窓を大きく見せる視覚的な工夫がなされており、上部には走行路線を表すアルファベットや数字を表すLED式の表示器が、下部には衝突事故で衝撃を軽減することを期待してアンチクライマーが装備されている。
連結器は電気連結器付き密着連結器を採用している。

## 内装
ニューヨーク市地下鉄の他の車両と同じくFRP製でクッションの類はない。また、立ち客用として握り棒が通路の真ん中と座席両端（袖仕切り）部分に設置されているものの、つり革は設置されていない。
2020年9月より、従来L系統のみ対応していた路線図式車内案内表示装置がJ・Z系統と兼用するものに換装されている。

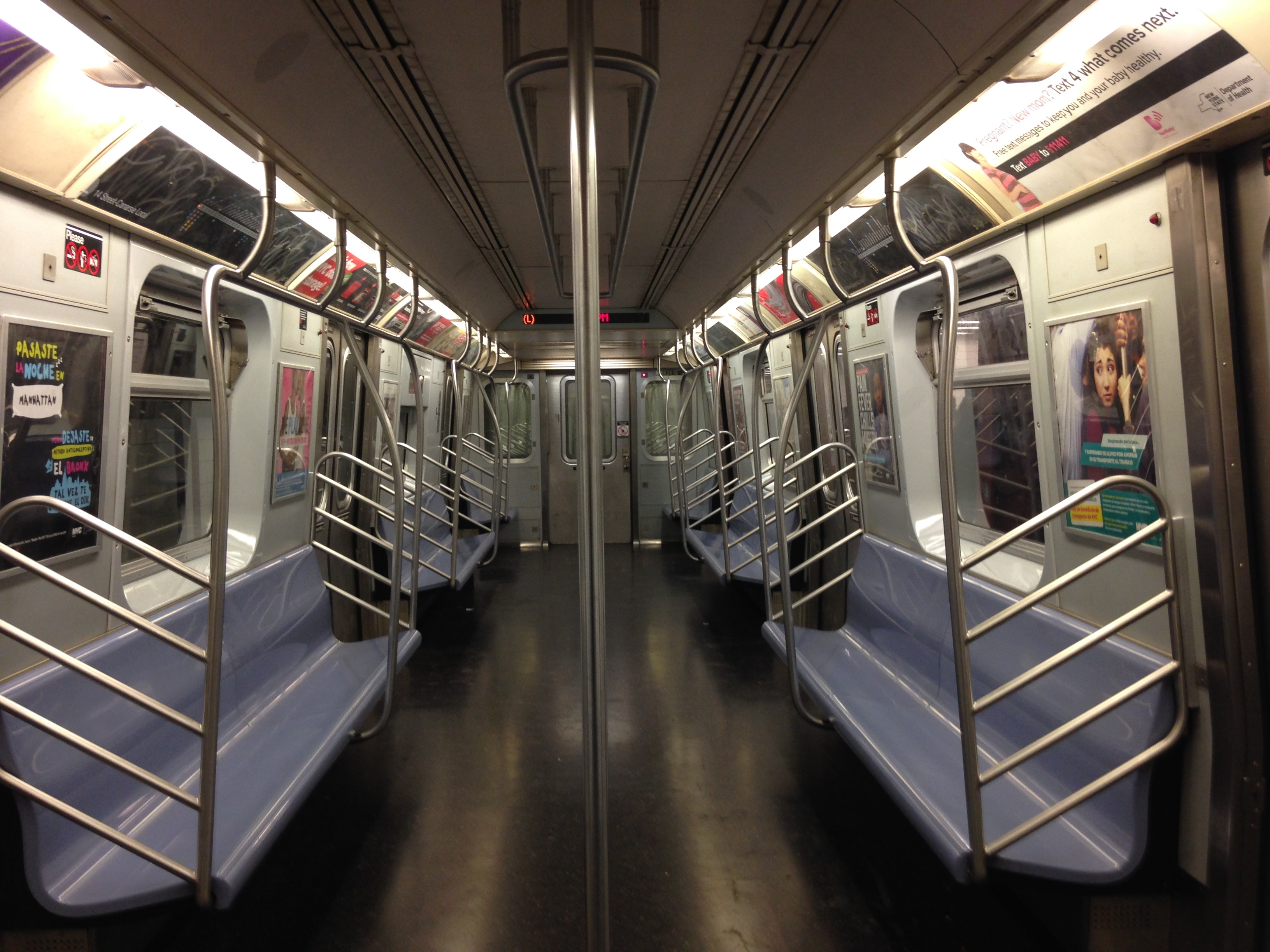
車内
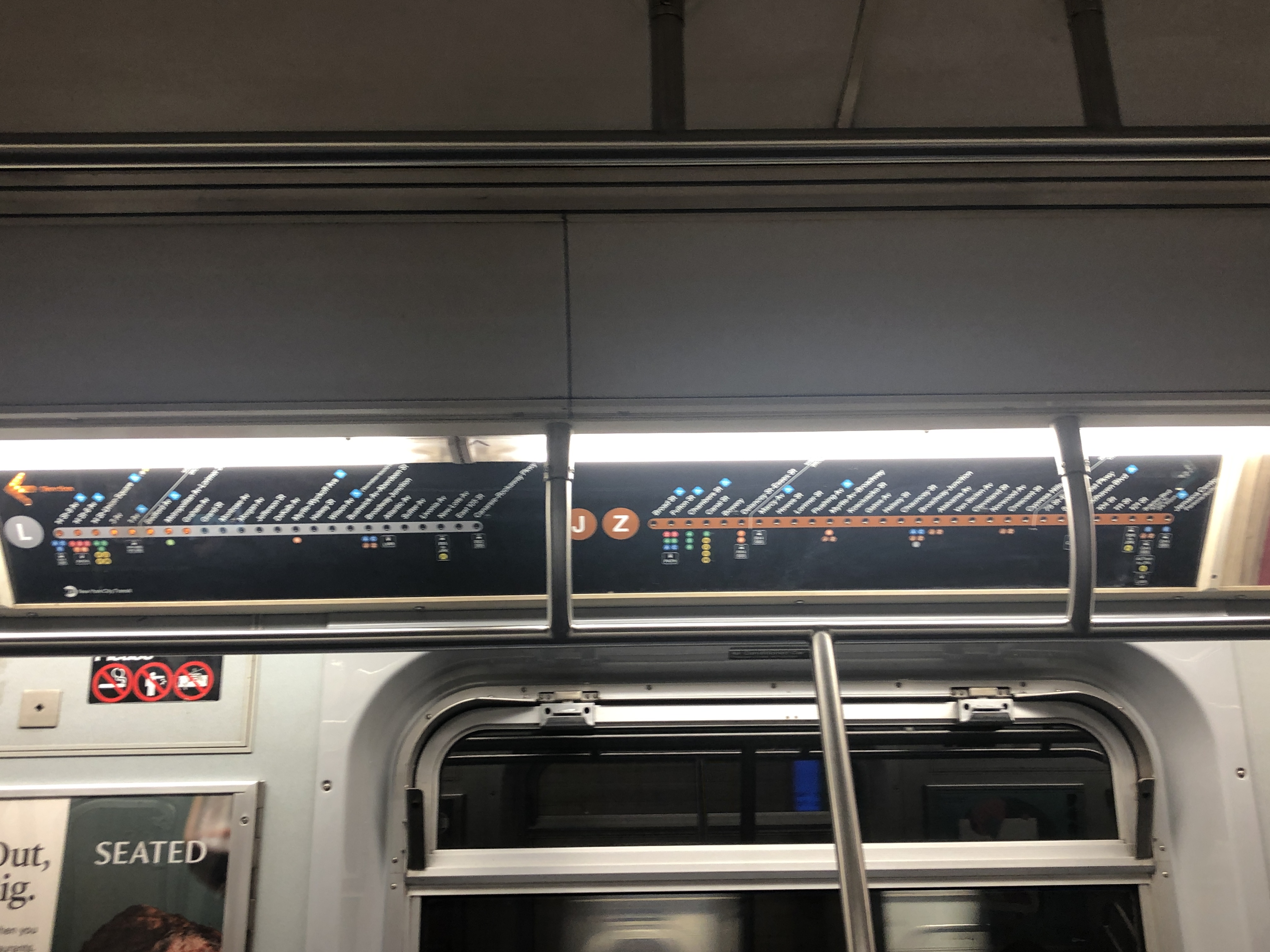
換装後の路線図式車内案内表示装置

## 運転・走行機器
小糸工業製のタッチパネル式モニタ装置を搭載し、運転状況や搭載機器の管理・監視を行っている。主電動機・制御器は全車がボンバルディア・トランスポーテーション製、台車は川崎重工業製のボルスタ付き空気ばね台車である。

## 運用
2編成つないだ8両編成でL系統を中心に使用されている。2005年の一時期、本系列を用いてワンマン運転の試験が行われたが実用化には至っていない。

## 事故
2006年6月にカナーシー車両基地にて車両が車止めを突き破る事故が発生した。事故発生時に先頭車両だった8277は台枠（シャーシ）を曲げて大破し、ニューヨーク州ヨンカーズにある川崎重工の現地法人の工場内に留置されていた。また、8277と編成を組んでいた8278 - 8280の3両は207丁目車両基地で留置が続いていたが、修理の上で2017年12月に運用に戻った。